# Nabram
Nabram (Abram, Nabra, Kłobuk, Stańcowie, Waldorff, Wendorf) – herb szlachecki.

## Opis herbu
Pięciokrotnie w słup pola czarne i srebrne. Klejnot: trzy strusie pióra.
Inne opisy herbu:
- Nabram vel Waldorff, cuius insignia in campo albo tres barre nigre, a capite clipei in longum producte. – Nabram lub Waldorff, którego znakiem w polu białym trzy belki czarne, od głowy tarczy w długość wyprowadzone[1].
- Powinny być trzy pola czarne, trzy białe, przeplatane tak, że pierwsze od prawej ręki tarczy, jest czarne, drugie białe, i tak dalej, wszystkie w równej odległości od siebie, wszystkie prosto w górę idące. Na hełmie nad koroną trzy pióra strusie[2].
- (...) pole dzielone w sześć słupów czarnych i srebrnych[3].
- W Prusiech albowiem rycerz z domu Korczaków, mając dla wielkiej godności swojej zaopatrzenie, zszedłszy z tego świata, zostawił dwóch synów, z których jeden nie miał potomka płci męskiej, tylko córkę, tej, gdy się napierano u niego, nie tak wiele dla bogactw i fortuny, która jej po ojcu należała, jako dla pięknej urody, a ojciec odmawiał: brat jego, a stryj onej panny dostawszy jej, dał ją za mąż. Ojciec przyjechawszy, mając sprawę o wzystkim dostateczną, a bieżawszy brata, zabił, mówiąc, że tobie nie przystało nią się opiekować, pókim ja żyw. W tym matka onej córki, z żałości i frasunku umarła, on zaś pojednawszy się z synowcami swojemi o głowę, to miał za wieczny znak, że mu w herbie czarnych pól używać kazano[4].

## Najwcześniejsze wzmianki
Herb pochodzi z okresu dynastii Piastów, powstał w latach 1292–1386. Najwcześniejszym źródłem heraldycznym opisującym go jest datowane na lata 1464–1480 Insignia seu clenodia Regis et Regni Poloniae polskiego historyka Jana Długosza. Zapisuje on informacje o herbie pod nazwą Waldorf wśród 71 najstarszych polskich herbów szlacheckich we fragmencie: „Waldorf, cuius insignia in campo albo tres barre nigre a capite clipei in longum producte”.

## Herbowni
Najpełniejszą listę rodów szlacheckich pieczętujących się herbem Nabram przedstawił Tadeusz Gajl w Herbarzu polskim:
Boremski, Borodelski, Brodelski, Chotecki, Czasławski, Czesławski, Gościewicz, Happen, Honckiewicz, Hoppen, Huppe, Jabłonowski, Jedleński, Jedliński, Jodłowski, Kałczyński, Kazimierski, Kazimirski, Kokotek, Kubiczek, Mietniowski, Mietnowski, Naborowski, Nadratowski, Nadroski, Nadrowski, Nagórka, Nagórko, Nagórzko, Pejszowski, Pieles, Pielgrzym, Piels, Pielstowski, Pielsz, Porembski, Porębski, Prajs, Preis, Preiss, Prejszowski, Preyss, Rogalewski, Rogalowski, Rogowski, Rosperski, Rospert, Rospierski, Sieroszewski, Solecki, Sosnowski, Szczytnicki, Ufnarowski, Underowicz, Undorf, Waldorf, Wendorf, Wendorff, Wędorf, Wolicki, Wolwanowski, Wołycki, Wulwanowski, Żołecki.